# Size (Unix)
A size egy Unix-szerű operációs rendszerbeli parancs. A parancs paramétere egy vagy több, útvonallal megadott ELF típusú állomány. A program kiírja a szegmensek méretét, a végén pedig ezek teljes nagyságát.
Általános használata
$ size <option> <filename> ...
A megjelenítés eltérhet a különböző operációs rendszerekben.
Példa:
$ size  /usr/ccs/bin/size
9066 + 888 + 356 = 10310
Az -F opcióval nem csak a nagyság jelenik meg, hanem a jogosultságok is, majd a végén az elfoglalt terület nagysága:
$ size -F /usr/ccs/bin/size
9066(r-x) + 1244(rwx) = 10470